# معركة منتيل
معركة منتيل هي معركة دارت في 14 مارس 1369 بين القوات الفرنسية التي تدعم هنري الثاني والقوات الغرناطية التي تدعم بيتر ملك قشتالة .

## خلفية تاريخية
في عام 1366 اندلعت حرب أهلية على خلافة التاج القشتالي بين كل من بيتر ملك قشتالة وأخيه غير الشقيق هنري التاستماري ، وهو ابن غير شرعي للملك السابق. حظي بيتر بدعم الإنجلييز، بينما حظي تراستامارا بدعم من الفرنسيين. قاد إدوارد، أمير ويلز (المعروف بالأمير الأسود)، بصفته دوق أقطانية ، القوات الإنجليزية، بينما تزعم الفرنسيين برتراند دو جيسكلين .  كان السبب وراء تدخل إدوارد بصفته دوقا لأقطانية لا ملكا لإنجلترا، هو تجنب خرق معاهدة السلام بين الفرنسيين والإنجليز التي كانت سارية في ذلك الوقت. 
هُزمت الجيوش الداعمة لهنري في معركة ناجرة سنة 1367، لكن بيتر ملك قشتالة خسر دعم الإنجليز بعد رفضه مكافئة الأمير الأسود الذي انسحب إلى أقطانية. 

## المعركة

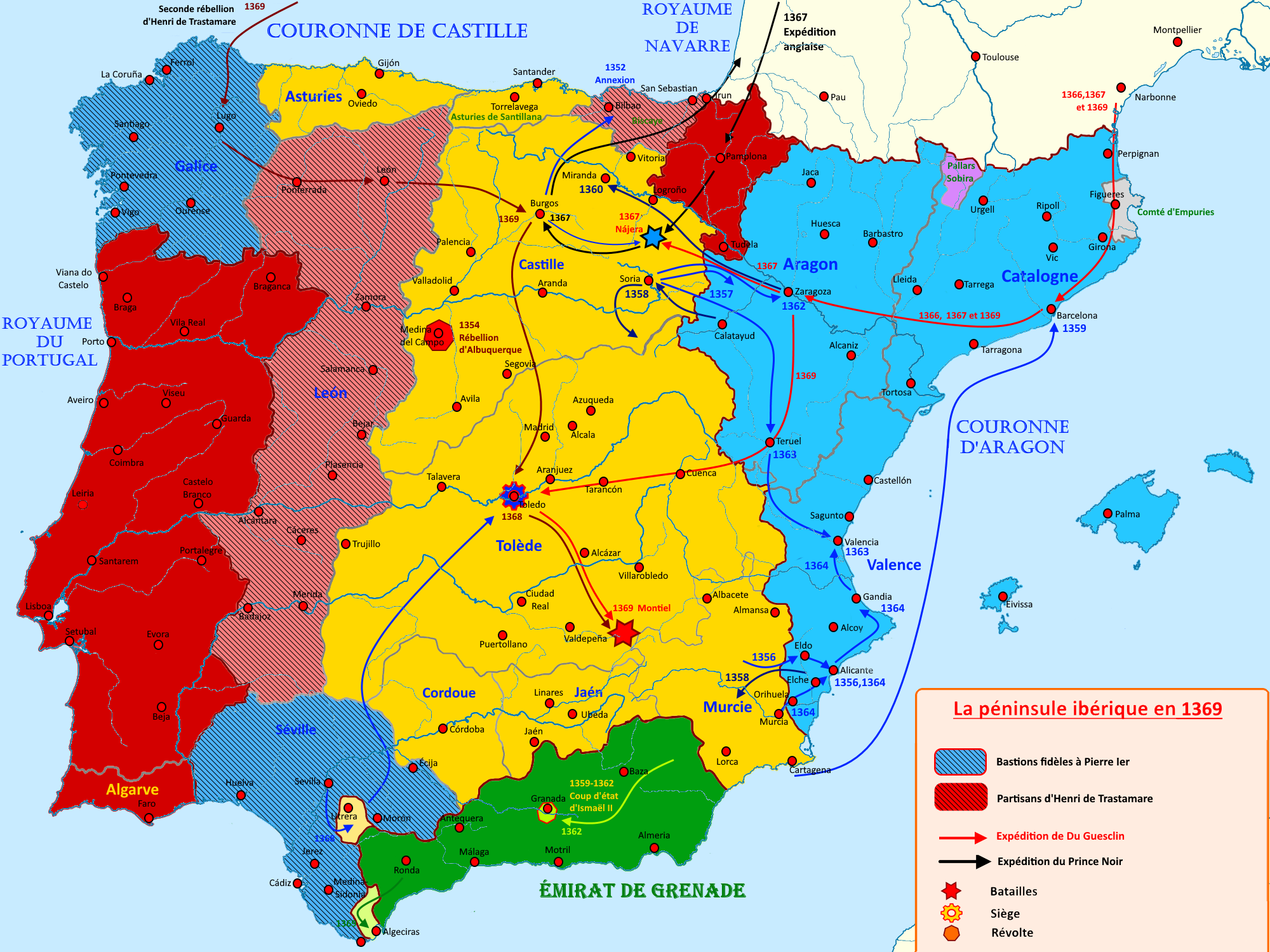
خريطة توضح تطور الحرب الأهلية القشتالية

كانت القوة الفرنسية القشتالية بقيادة برتران دي غيكلان واجهوا قوات بيتر الذي حظي بدعم مملكة غرناطة. وانتهت المعركة بانتصار هنري وحلفائه الفرنسيين.

## تداعيات
بعد المعركة، هرب بيتر إلى قلعة منتيل ، حيث أصبح محاصرًا. فحاول رشوة برتران دي غيكلان، إلا أن وقع في كمين خارج ملجأه في القلعة. فطعن أخوه غير الشقيق هنري بيتر عدة مرات حتى توفي وذلك في 23 مارس 1369 بمثابة نهاية الحرب الأهلية القشتالية . توج أخوه غير الشقيق المنتصر ملكًا على قشتالة باسم هنري الثاني.
جعل هنري دو جوسكلين دوقًا لمولينة وشكل تحالفًا مع الملك الفرنسي شارل الخامس . بين عامي 1370 و1376، قدم الأسطول القشتالي الدعم البحري للحملات الفرنسية ضد أقطانية وممتلكات الإنجليز ببلاد الغال بينما استعاد دو جوسكلين بواتو ونورماندي من الإنجليز. 

## فهرس المراجع
- Curry، Anne (2002). The Hundred Years War 1337-1453. Oxford: Osprey Publishing. ISBN:1-84176-269-5.
- DeVries, Kelly (2006). Battles of the Medieval World. New York: Barnes & Noble. ص. 148–157. ISBN:0-7607-7779-9.
- Wagner، John A (2006). "Encyclopedia of the Hundred Years War". Westport CT: Greenwood Press. ISBN:0-313-32736-X. {{استشهاد بموسوعة}}: الوسيط |title= غير موجود أو فارغ (مساعدة)